# Urdiales del Páramo
Urdiales del Páramo es un municipio y lugar español de la provincia de León, en la comunidad autónoma de Castilla y León. El municipio lo conforman las localidades de Urdiales del Páramo, Mansilla del Páramo y Villarrín del Páramo, y cuenta con una población de 449 habitantes (INE 2024).
El núcleo de población de Urdiales del Páramo fue señorío de los Condes de Luna, cuyo centro de poder en el Páramo residía en Laguna de Negrillos, y contaba con Merino propio. Por su parte, la antigua población de Barrio de Urdiales perteneció en origen al partido del Páramo de la jurisdicción de Villazala, propia del marquesado de Astorga. Viendo los problemas que el tamaño de esta jurisdicción provocaba para su gestión, el marquesado decidió en 1685 escindir dicho partido y formar una nueva jurisdicción con sus pueblos con capital en Laguna Dalga. Finalmente, el núcleo de Mansilla del Páramo tenía jurisdicción sobre sí al ser de realengo.

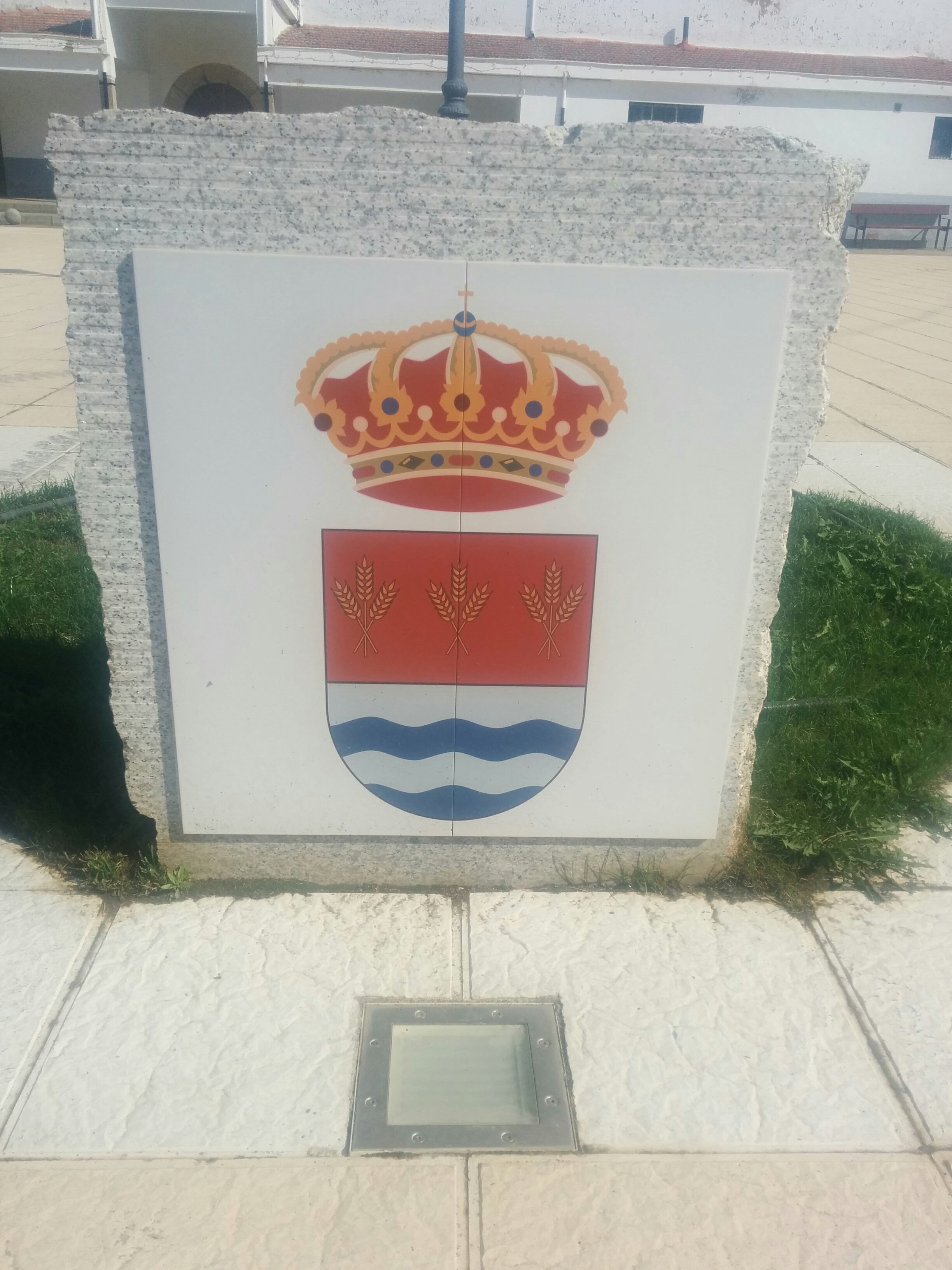
Escudo del pueblo en la plaza de la iglesia

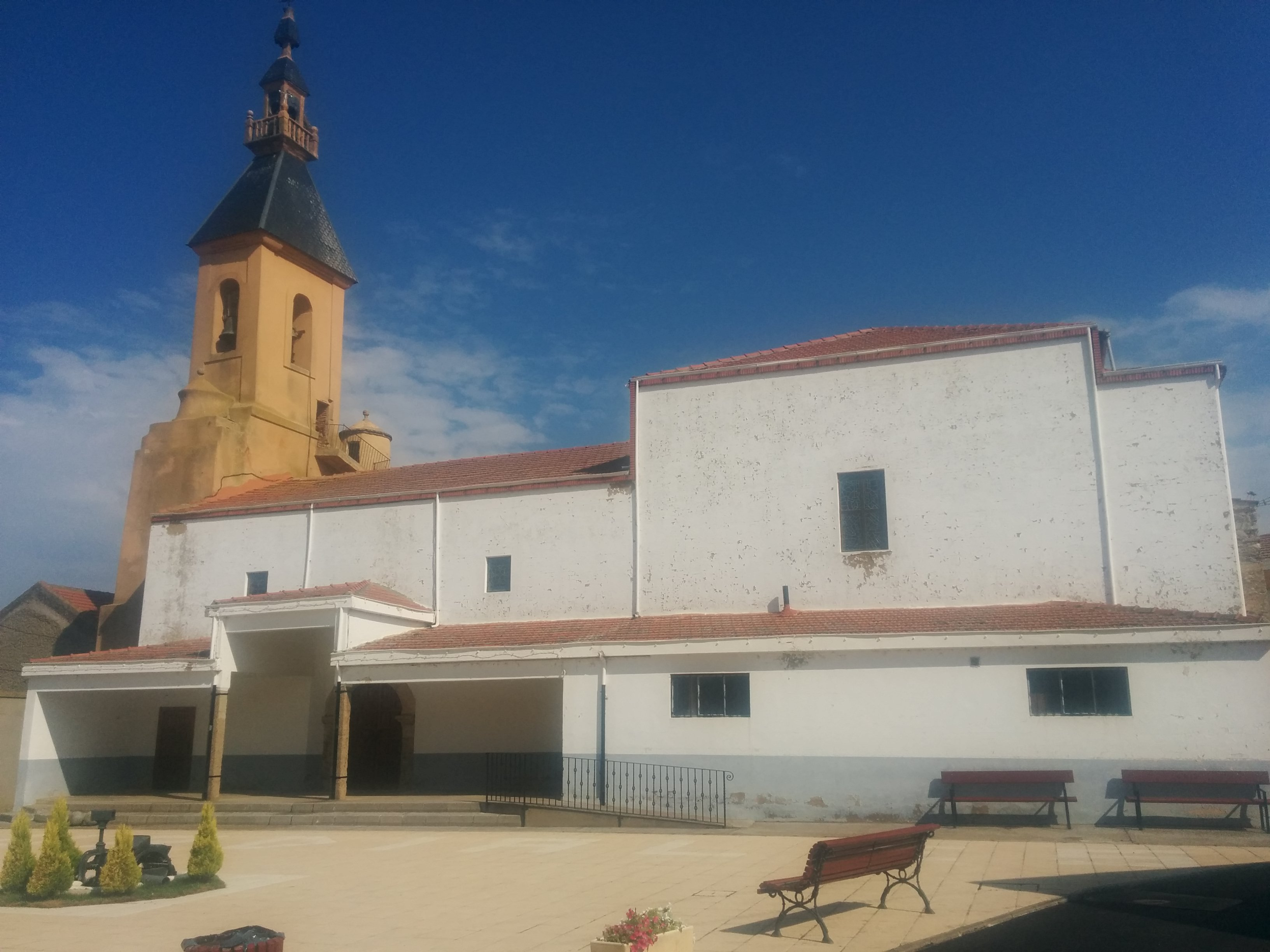
Iglesia

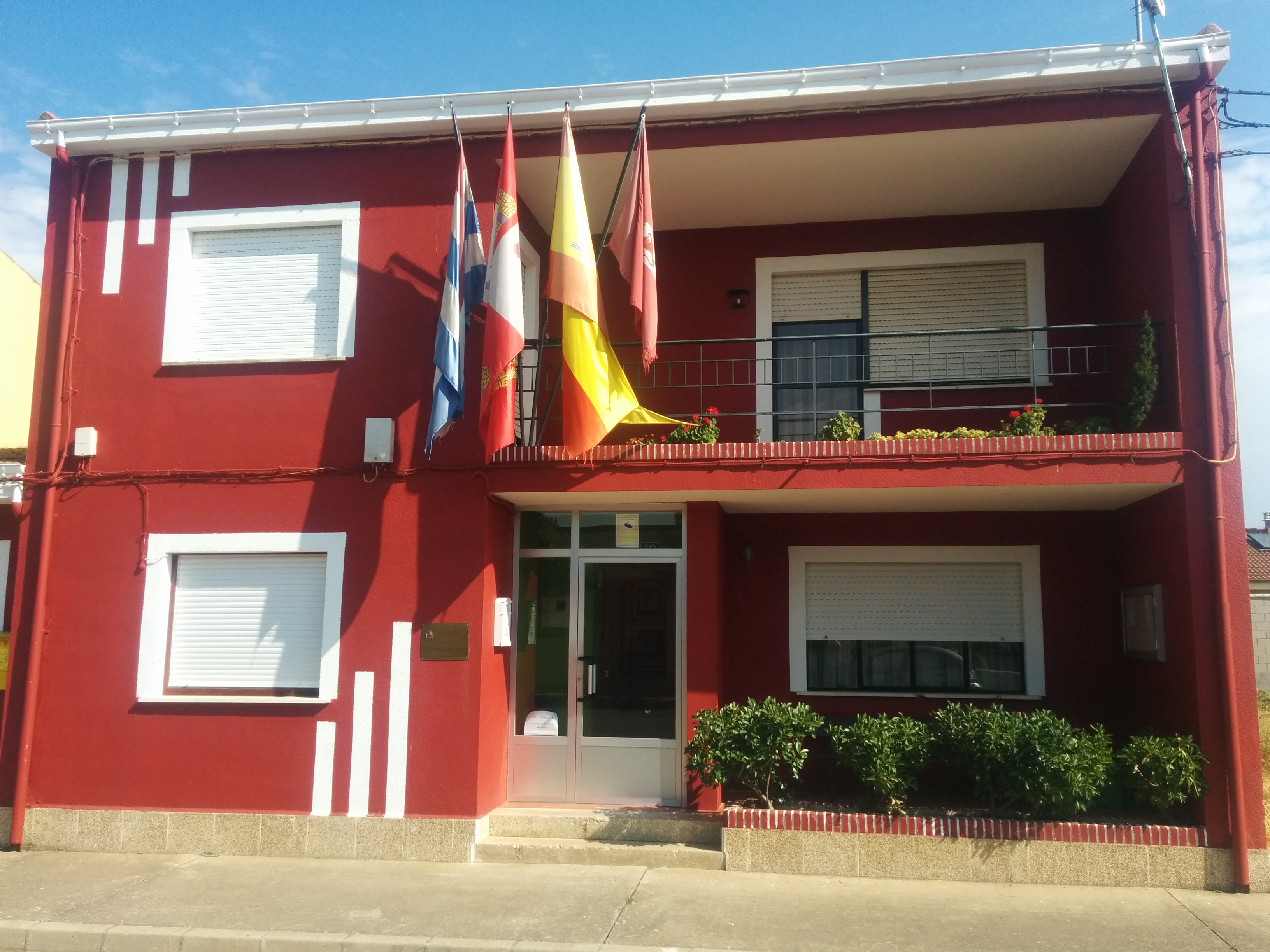
Casa consistorial

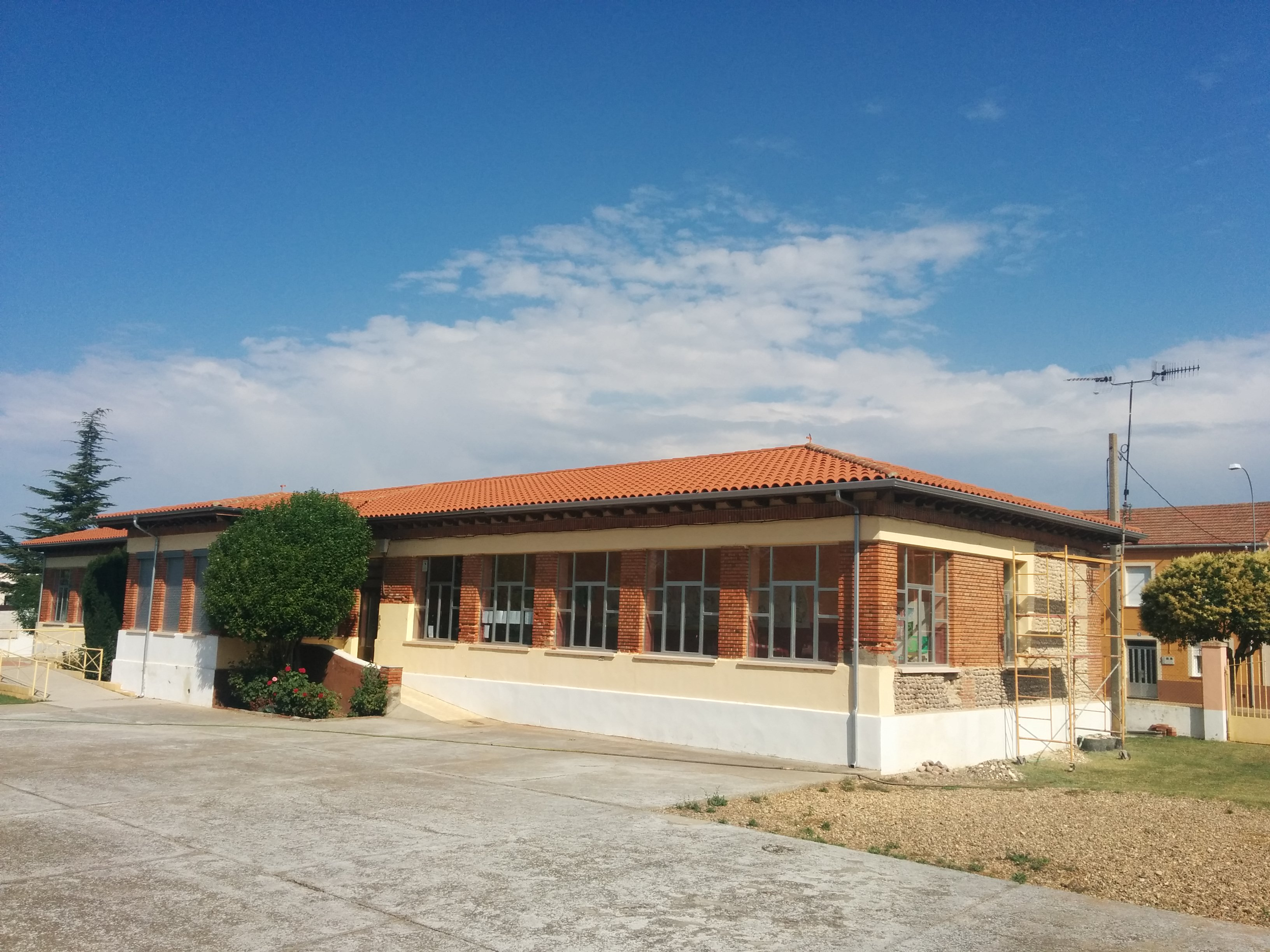
Escuelas

En 1857 aparece este municipio porque se segrega del municipio de Santa María del Páramo.

## Geografía

### Ubicación
El término municipal de Urdiales del Páramo se encuentra a una altitud de 812 m s. n. m. y abarca una superficie de 32,84 km², está situado en la mitad sur de la zona central de la provincia de León, en la comarca del Páramo Leonés. Su territorio está representado en la hoja MTN50 (escala 1:50 000) 194 del Mapa Topográfico Nacional.
| Noroeste: Bustillo del Páramo    | Norte: Bustillo del Páramo  | Noreste: San Pedro Bercianos    |
| Oeste: Villazala                 |                             | Este: San Pedro Bercianos       |
| Suroeste Valdefuentes del Páramo | Sur: Santa María del Páramo | Sureste: Santa María del Páramo |

## Demografía
Cuenta con una población de 449 habitantes (INE 2024).
Evolución de la población
| Gráfica de evolución demográfica de Urdiales del Páramo entre 1857 y 2021 |
| |
| Población de derecho según los censos de población del INE. Población de hecho según los censos de población del INE. En 1857 aparece este municipio porque se segrega de Santa María del Páramo. |

Población por núcleos
Desglose de población según el Padrón Continuo por Unidad Poblacional del INE.
| Núcleos              | Habitantes (2015) | Varones | Mujeres |
| -------------------- | ----------------- | ------- | ------- |
| Mansilla del Páramo  | 155               | 88      | 67      |
| Urdiales del Páramo  | 317               | 162     | 155     |
| Villarrín del Páramo | 43                | 21      | 22      |

## Transporte y comunicaciones
Red viaria
Urdiales del Páramo está conectado con el resto de la provincia y del país a través de la CL-621.
| Identificador | Denominación         | Itinerario                                                      |
| ------------- | -------------------- | --------------------------------------------------------------- |
| CL-621        | Carretera Regional   | Comunica con Hospital de Órbigo y con Mayorga.                  |
| LE-413        | Carretera provincial | Comunica con Villadangos del Páramo y con Valcabado del Páramo. |
| LE-6502       | Carretera provincial | Comunica con Mansilla del Páramo con San Martín del Camino.     |

Autobús
De lunes a viernes dos autobuses comunican Urdiales del Páramo con Santa María del Páramo.

## Símbolos
Escudo
El escudo heráldico municipal fue aprobado por el Pleno del Ayuntamiento el 21 de febrero de 2002 y publicado en el Boletín Oficial de Castilla y León el 16 de octubre del mismo año. Su descripción es la siguiente:

Escudo cortado. 1.º de gules, tres haces de espigas de oro, puestas en faja. 2.º de plata, dos fajas ondadas de azur. Al timbre Corona Real cerrada.

Bandera
La descripción de la bandera municipal, aprobada de manera simultánea con el escudo, es la siguiente:

Bandera rectangular de proporciones 2:3, formada por cinco franjas horizontales en proporciones 1/2, 1/8, 1/8, 1/8 y 1/8, siendo la superior roja, y blanca, azul, blanca y azul las restantes de arriba abajo.

## Administración y política

### Administración municipal
En la actual legislatura (2023-2027), la corporación municipal está formada por 3 concejales de la AIMUP; los 3 del PSOE, y 1 del PP. Estos representantes se eligen cada cuatro años por sufragio universal de todos los ciudadanos mayores de 18 años de edad.
Listado de alcaldes
| Periodo   | Nombre                                                                        | Partido       |
| --------- | ----------------------------------------------------------------------------- | ------------- |
| 1979-1983 | Félix Serafín Franco Sutil                                                    | Independiente |
| 1983-1987 | Evaristo Sastre Juan                                                          | AP-PDP-UL     |
| 1987-1991 | Vicente Sarmiento Rodríguez                                                   | PSOE          |
| 1991-1995 | Amadeo Miguelez Valle                                                         | PP            |
| 1995-1999 | Francisco De Paz Juan                                                         | PP            |
| 1999-2003 | Francisco M. Bango Álvarez (1999-2001) Avelino González Rodríguez (2001-2003) | UPL PSOE      |
| 2003-2007 | Avelino González Rodríguez                                                    | PSOE          |
| 2007-2011 | Gregoria Manjón Chana                                                         | PSOE          |
| 2011-2015 | Gregoria Manjón Chana                                                         | PSOE          |
| 2015-2019 | Gregoria Manjón Chana                                                         | PSOE          |
| 2019-2023 | Gregoria Manjón Chana                                                         | PSOE          |
| 2023-act. | María Luisa de Paz Macías                                                     | AIMUP         |

### Evolución de la deuda viva
El concepto de deuda viva contempla solo las deudas con cajas y bancos relativas a créditos financieros, valores de renta fija y préstamos o créditos transferidos a terceros, excluyéndose, por tanto, la deuda comercial.
Entre 2008 a 2014 este ayuntamiento no ha tenido deuda viva.

## Cultura

### Festividades y eventos
- 22 de enero. San Vicente
- 16 de septiembre. San Cipriano